# 沃爾納特希爾鎮區 (北卡羅萊納州阿什縣)
沃爾納特希爾鎮區（英語：Walnut Hill Township）是位於美國北卡羅萊納州阿什縣的一個鎮區。

## 地方資料
沃爾納特希爾鎮區的面積為55.17平方千米，皆為陸地。根據2020年美國人口普查的數據，當地共有人口2083人，而人口密度為每平方千米37.76人。